# Misticismo del carro celestial

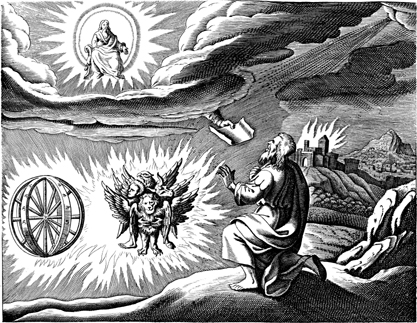
La visión mística del profeta Ezekiel.

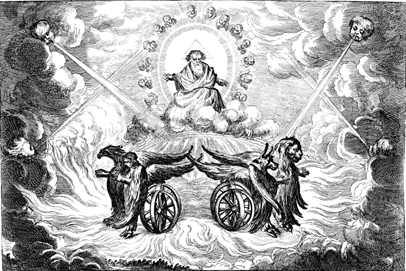
Primera visión de Ezekiel.

El misticismo del carro celestial o misticismo de la Merkabá, es una escuela de pensamiento del misticismo judío primitivo (entre los años 100 antes de Cristo - 1000 después de Cristo), centrada en las visiones que se pueden encontrar en el Libro de Ezequiel, capítulo 1, o en la literatura de las hekhalot (los palacios), concerniente a las historias de las ascensiones a los palacios celestiales y al trono de Dios. El cuerpo principal de la literatura de la Merkabá (el carro) fue compuesto en el periodo de los años 200-700 después de Cristo, aunque existen referencias posteriores a la tradición del carro que pueden encontrarse en la literatura de los jasidim asquenazíes de la Edad Media. Un texto importante en esta tradición es el Maaseh Merkabah (las obras del carro). La palabra Merkabá (en hebreo: מרכבה), está relacionada con el trono celestial, y el carro de Dios, que aparecen en las visiones proféticas. Está asociada con la visión del profeta Ezekiel, de un vehículo de cuatro ruedas, conducido por cuatro querubines, cada uno de los cuales tenía cuatro alas, y las cuatro caras de un hombre, un león, un buey, y un águila.